# 鞍子
鞍子，原寫為鞍仔，是臺灣臺南市南區的一個傳統地域名稱，位於該區東南部。相較於今日行政區，其範圍大致包括大恩里南大半部、建南里東部不含北端、喜東里東端，以及仁德區的成功里西南半葉的西北端、仁愛里西南部凸出部分的北部邊界地帶西半段。
本地區境內主要聚落為堀仔，設有臺南機場。

## 歷史
台灣日治初期，鞍子地區為一街庄，稱為「鞍仔庄」（舊制街庄），隸屬於仁和里。該庄昔日北與桶盤淺庄為鄰，東與牛稠仔庄為鄰，南邊為十三甲庄，西邊為鹽埕庄。
1901年（日治明治三十四年）11月11日，全台廢縣廳改設二十廳，該庄隸屬於臺南廳。1904年（明治三十七年）3月31日，該庄編入「永仁區」，隸屬於臺南廳。1909年（明治四十二年）10月25日，全台合併二十廳為十二廳，永仁區仍隸屬於臺南廳。1920年（大正九年）10月1日，全台地方制度大改正，廢十二廳改設五州二廳，該庄改制並雅化為「鞍子」大字，隸屬於臺南州新豐郡永寧庄（新制街庄）。1940年（昭和十五年）10月1日，永寧庄廢庄，本地區改併入州轄臺南市
戰後臺南市改制為省轄臺南市，本地區編入南區，大字亦改制為里。2010年（民國99年）12月25日，臺南縣、市合併為直轄臺南市，本地區仍隸屬於南區。

## 聚落
本地區發展較早的聚落為鞍仔（已消失）、堀仔，在日治初期的官方地圖上已有記載。

## 交通
- 臺南機場